# Chidinma
Chidinma Ekile (Ketu, Kosofe, estado de Lagos, Nigeria, 2 de mayo de 1991), conocida profesionalmente como Chidinma, es una cantante, compositora y actriz nigeriana. En 2010, saltó a la fama tras ganar la tercera temporada de Project Fame West Africa. Tras el lanzamiento del vídeo musical de su sencillo «Emi Ni Baller», se convirtió en la primera mujer músico en alcanzar el número 1 de la lista MTV Base Official Naija Top 10. En 2011, lanzó el sencillo «Jankoliko», con la colaboración de Sound Sultan.Su álbum de debut homónimo, Chidinma, publicado a través de la plataforma musical Spinlet, fue respaldado por los sencillos «Jankoliko», «Carry You Go», «Kedike» y «Run Dia Mouth». Chidinma ganó el premio a la Mejor Actuación Femenina de África Occidental en los Premios Kora 2012 e interpretó «Kedike» en la ceremonia.
En mayo de 2021, Chidinma reveló en Instagram que se había pasado a la música góspel y que ahora se dedicaba al ministerio cristiano. Ese mismo mes lanzó el sencillo góspel «Jehovah Overdo». El 20 de agosto de 2021, Chidinma publicó su primer extended play New Season. Inspirado por el Espíritu Santo, el EP fue producido íntegramente por Eezee Tee y consta de siete temas. El segundo álbum de estudio de Chidinma, Psalm 16, salió a la venta el 14 de octubre de 2022 y cuenta con colaboraciones de KS Bloom, Indira y Buchi.